# 院長嘉許名單
院長嘉許名單（或院長的名單）是大學的一種榮譽，由該學院的院長，頒發給該學年或學期有傑出學術成就的研究生或者本科生。每家院校有個別標準，得獎與否或視乎整體學生表現而決定。這種制度最常見於北美地區和新加坡，不過歐洲、亞洲、和澳洲的教育機構亦可能採用類似的評核方式。它通常與「榮譽榜」或「優異生名單」同義，但不應與「榮譽學位」混淆。
一般而言，大學或學院的學生需滿足一系列特定條件，方可獲列入院長榮譽榜。這些條件可能因學校而異，但大多數情況下，學生需以全日制身份修讀課程，於該學期內達到指定的平均績點（GPA），並在整個修業期間維持一定的累積平均績點（CGPA）。各大學亦可能設立進一步的獎勵措施，例如年度院長榮譽榜，以表揚學業成績更為卓越的學生。因此，院長榮譽榜及其相關表彰通常旨在肯定於多個學科領域中展現卓越學術表現的學生，而不限於某一特定專業領域。
隨著時間推移，院長榮譽榜也促成了其他具有類似名稱的獎項出現，包括教務長榮譽榜（Provost's List）、校長榮譽榜（Chancellor's List）、校監榮譽榜（Rector's List，主要見於歐洲地區）以及主任榮譽榜（Director's List）等。
這些額外榮譽的授予條件可能包括：特定學術領域內的卓越表現、課外活動的傑出成就、在整個修業期間持續保持優異學業成績，或其他值得表揚的表現。

## 各地区制度

### 新加坡
院长嘉许名单是新加坡大学对学业表现优异的学生的一种荣誉认可。通常，获得该名单的学生需要在学业上达到一定的标准，例如平均绩点（GPA）达到一定的要求，或者成绩在同届学生中排名前列。具体的标准会因不同的大学和学院而有所不同。就比如在新加坡国立大学的设计与工程学院，院长嘉许名单旨在表彰在學術表現上名列各自年級前5%的學生，這些學生在該學期的學期平均績點（SGPA）亦達到至少4.50的成績，南洋理工大学的评判标准相同于国大。至于新加坡管理大学商学院，则需在一個學年內的兩個連續常規學期（不包括第3學期）之累積 GPA 達到3.70或以上、所有課程成績皆不低於C、每個常規學期修讀3科或以上採用字母評分制（即計入 GPA）的課程。新加坡理工大学的“教务长嘉许名单”要求最低年度平均績點（YGPA）需達 4.5，且須名列同屆學生前 2%。

## 外部連結
- Penn State University
- ARRO - City University of Hong Kong （页面存档备份，存于）